# تشارلز ك. هاريس
تشارلز ك. هاريس (بالإنجليزية: Charles K. Harris)‏ هو ملحن وكاتب أغاني أمريكي، ولد في 1 مايو 1867، وتوفي في 22 ديسمبر 1930.

## وصلات خارجية
- تشارلز ك. هاريس على موقع ميوزك برينز (الإنجليزية)
- تشارلز ك. هاريس على موقع قاعدة بيانات برودواي على الإنترنت (الإنجليزية)
- تشارلز ك. هاريس على موقع إن إن دي بي (الإنجليزية)
- تشارلز ك. هاريس على موقع ديسكوغز (الإنجليزية)